# 瓦爾特CCP半自動手槍
瓦爾特CCP（英語：Concealed Carry Pistol，意為：隱蔽攜帶手槍）是一款由德国槍械製造商卡尔·瓦尔特运动枪有限公司為了民用市場而特別研製、生產和推出的一款具有半自動扳機和阻鐵系統、適合隱藏下隨身攜帶的半自動手槍，發射9×19毫米帕拉貝倫口徑手枪子彈。

## 歷史
2014年3月，德國卡爾·華瑟運動槍有限公司推出該槍。最顯著的特點，與瓦爾特P99或瓦爾特PPQ無擊錘與相應的待擊一樣，在於CCP採用了完全內部化的平移擊針擊發。

## 設計細節
瓦爾特CCP藉由氣體延遲反沖式槍機操作，利用從點燃子彈所產生的高壓燃氣的壓力，將其引導至槍管前方的一小孔，進入有活塞的小口徑長圓筒，以減緩和延遲槍機的向後開放運作。這種設計與HK P7的設計幾乎完全相同。只是，瓦爾特把這個系統叫作「軟後座力」（英語：Softcoil）。與瓦爾特P99或瓦爾特PPQ不同的是，CCP具有超薄的手動拇指保險；另外還有一個額外的內部保險用作擊針阻塊。符合人體工程學的握把是PPQ的握把的縮短版本。套筒是由钢製成，有黑色或銀色兩種可選。可拆卸式彈匣容量為8發。CCP亦在套筒下、扳機護環前方的防塵蓋整合了一條MIL-STD-1913戰術導軌以安裝各種戰術燈、雷射瞄準器和其他戰術配件。其總長度為163毫米（6.42英吋）、寬度為30毫米（1.18英吋）、高度為130毫米（5.12英吋），而槍管長度則是90毫米（3.54英吋）。
與CCP的規模相比，5.5磅的扳機扣力和0.27英寸的扳機行程都相對較高。
不完全分解或完全分解時都需要使用為新型CCP而提供的專屬工具，但據說可以使用其他設備代替。瓦爾特已經準備了一份“測試”彈藥清單，並提出了最佳功能的握把說明，可根據要求提供給手槍的擁有者，並附有保密／專有聲明。

## 召回
2017年3月，瓦爾特發布了召回所有CCP手槍的通知書，因為他們聲稱CCP的某種潛在缺陷可能會導致該槍如掉落地上，無論手動保險上鎖與否，都會擊發進而走火。結果已經令瓦爾特發布了一個自願性召回，並會將所有受影響的CCP設計升級以消除掉落走火的風險。

## 流行文化

### 电影
- 2019年—：雙色型，裝有補償器，由一名刺客所使用，後被強納森·「約翰」·維克（基努·李維飾演）奪取。

## 資料來源
1. ↑  Tarr, James. . handgunsmag.com.   [2017-02-16]. （原始内容存档于2018-10-29）.
2. ↑  . Walther Firearms. 2014  [2014-10-08]. （原始内容存档于2021-03-27）.
3. 1 2 3  all4shooters.com Team. . all4shooters.com. 2014-03-10  [2014-10-08]. （原始内容存档于2014-10-15）.
4. ↑  .   [2018-01-21]. （原始内容存档于2017-07-26）.

## 外部連結
- （英文）—Walther CCP on the official German Walther website （页面存档备份，存于）
- （英文）—Walther CCP on the Walther Arms website （页面存档备份，存于）
- （英文）—Review （页面存档备份，存于）
- （英文）—Review of the Walther CCP by Handgunning Magazine.Walther CCP 9mm Review （页面存档备份，存于）
- （英文）—Walther's official recall notice
- （英文）—Modern Firearms—Walther CCP Pistol （页面存档备份，存于）